# Rewolucyjni demokraci
Rewolucyjni demokraci – radykalne skrzydło nurtu rewolucyjnego w latach 30.–70. XIX wieku w Europie środkowej i wschodniej. Polski rewolucyjny demokratyzm ukształtował się na emigracji po 1831 r. (Tadeusz Krępowiecki). Polskie programy rewolucyjno-demokratyczne przyjmowały za podstawę jedność walki o narodowe i społeczne wyzwolenie Polski, głosiły hasło rewolucji agrarnej, kładły nacisk na konieczność agitacji rewolucyjnej wśród ludu. Następujący po epoce szlacheckich rewolucjonistów, był rewolucyjny demokratyzm poprzednikiem rewolucjonizmu proletariackiego, socjalistycznego. Niektórzy rewolucyjni demokraci sami przechodzili na pozycje socjalistyczne. Rewolucyjnymi demokratami byli działacze Ludu Polskiego, Edward Dembowski, Julian Goslar, Piotr Ściegienny, działacze Związku Plebejuszy i lewicy Czerwonych oraz część emigracji po powstaniu styczniowym, m.in. Jarosław Dąbrowski i Walery Wróblewski.
Myśl rewolucyjno-demokratyczna rozwijała się w Rosji, Polsce, Serbii, Bułgarii, Czechach i Słowacji, na Węgrzech i w Rumunii w wieku XIX, a w Chinach u schyłku XIX i w pierwszych dziesięcioleciach XX wieku. Kształtowanie się i rozwój ideologii rewolucyjno-demokratycznej w Rosji wiążą się z nazwiskami Bielinskiego, Hercena, Ogariowa, Czernyszewskiego, Dobrolubowa, Pisariewa i in.